# Ardices verticipicta
Ardices verticipicta là một loài bướm đêm thuộc phân họ Arctiinae, họ Erebidae.